# Kvalspelet till östasiatiska mästerskapet i fotboll 2010
Kvalspelet till östasiatiska mästerskapet i fotboll 2010 är de kvalomgångar som avgör vilket östasiatiskt landslag som lyckas kvala in till östasiatiska mästerskapet 2010 i Japan.

Japan, Kina och Sydkorea var direktkvalificerade för huvudturneringen. Övriga lag fick kvala om den fjärde- och sistaplatsen, Hongkong, Kinesiska Taipei, Nordkorea gick in i andra kvalomgången, medan Guam, Macao, Mongoliet, Nordmarianerna fick börja i första kvalomgången.

## Första omgången

### Tabell
| Nr | Lag            | S | V | O | F | GM | IM | MS | P |
| -- | -------------- | - | - | - | - | -- | -- | -- | - |
| 1  | Guam           | 3 | 2 | 1 | 0 | 5  | 3  | +2 | 7 |
| 2  | Mongoliet      | 3 | 2 | 0 | 1 | 6  | 3  | +3 | 6 |
| 3  | Macao          | 3 | 1 | 1 | 1 | 9  | 5  | +4 | 4 |
| 4  | Nordmarianerna | 3 | 0 | 0 | 3 | 3  | 12 | −9 | 0 |

### Matcher
|              | 11 mars 2009 | Macao                                                                            | 6 – 1           | Nordmarianerna     | Leo Palace Resort               |                                 |
| 13:30 UTC+10 | 13:30 UTC+10 | Chan Kin-Seng 13′, 24′ Ho Man Hou 33′, 90+1′ Chong In Leong 40′ Loi Wai Hong 62′ | (4 – 1) Rapport | 5′ Joe Wang Miller | Yona Domare: Ryuji Sato (Japan) | Yona Domare: Ryuji Sato (Japan) |
| 13:30 UTC+10 | 13:30 UTC+10 |                                                                                  |                 |                    | Yona Domare: Ryuji Sato (Japan) | Yona Domare: Ryuji Sato (Japan) |
| 13:30 UTC+10 | 13:30 UTC+10 |                                                                                  |                 |                    | Yona Domare: Ryuji Sato (Japan) | Yona Domare: Ryuji Sato (Japan) |

|              | 11 mars 2009 | Guam                    | 1 – 0           | Mongoliet | Leo Palace Resort                      |                                        |
| 16:00 UTC+10 | 16:00 UTC+10 | Christopher Mendiola 9′ | (1 – 0) Rapport |           | Yona Domare: Kim Jong-Hyeok (Sydkorea) | Yona Domare: Kim Jong-Hyeok (Sydkorea) |
| 16:00 UTC+10 | 16:00 UTC+10 |                         |                 |           | Yona Domare: Kim Jong-Hyeok (Sydkorea) | Yona Domare: Kim Jong-Hyeok (Sydkorea) |
| 16:00 UTC+10 | 16:00 UTC+10 |                         |                 |           | Yona Domare: Kim Jong-Hyeok (Sydkorea) | Yona Domare: Kim Jong-Hyeok (Sydkorea) |

|              | 13 mars 2009 | Macao          | 1 – 2   | Mongoliet                                             | Leo Palace Resort          |                            |
| 13:30 UTC+10 | 13:30 UTC+10 | Ho Man Hou 79′ | Rapport | 67′ Tsedenbal Tumenjargal 69′ Donorovyn Lkhümbengarav | Yona Domare: Fan Qi (Kina) | Yona Domare: Fan Qi (Kina) |
| 13:30 UTC+10 | 13:30 UTC+10 |                |         |                                                       | Yona Domare: Fan Qi (Kina) | Yona Domare: Fan Qi (Kina) |
| 13:30 UTC+10 | 13:30 UTC+10 |                |         |                                                       | Yona Domare: Fan Qi (Kina) | Yona Domare: Fan Qi (Kina) |

|              | 13 mars 2009 | Guam                             | 2 – 1           | Nordmarianerna                  | Leo Palace Resort                                |                                                  |
| 16:00 UTC+10 | 16:00 UTC+10 | Joshua Borja 10′ Ian Mariano 68′ | (1 – 0) Rapport | 81′ (str.) Peter Benjamin Loken | Yona Publik: 765 Domare: Cheng Oi Cho (Hongkong) | Yona Publik: 765 Domare: Cheng Oi Cho (Hongkong) |
| 16:00 UTC+10 | 16:00 UTC+10 |                                  |                 |                                 | Yona Publik: 765 Domare: Cheng Oi Cho (Hongkong) | Yona Publik: 765 Domare: Cheng Oi Cho (Hongkong) |
| 16:00 UTC+10 | 16:00 UTC+10 |                                  |                 |                                 | Yona Publik: 765 Domare: Cheng Oi Cho (Hongkong) | Yona Publik: 765 Domare: Cheng Oi Cho (Hongkong) |

|              | 15 mars 2009 | Nordmarianerna                    | 1 – 4           | Mongoliet                                                                                                | Leo Palace Resort                           |                                             |
| 13:30 UTC+10 | 13:30 UTC+10 | Nicolas Benjamin Swaim 74′ (str.) | (0 – 2) Rapport | 16′ Donorovyn Lkhümbengarav 42′ Sukhbaatar Gerelt-Od 71′ Tsedenbal Tumenjargal 90′ Mungunsukh Battsagaan | Yona Publik: 700 Domare: Ryuji Sato (Japan) | Yona Publik: 700 Domare: Ryuji Sato (Japan) |
| 13:30 UTC+10 | 13:30 UTC+10 |                                   |                 | | Yona Publik: 700 Domare: Ryuji Sato (Japan) | Yona Publik: 700 Domare: Ryuji Sato (Japan) |
| 13:30 UTC+10 | 13:30 UTC+10 |                                   |                 | | Yona Publik: 700 Domare: Ryuji Sato (Japan) | Yona Publik: 700 Domare: Ryuji Sato (Japan) |

|              | 15 mars 2009 | Guam                                  | 2 – 2           | Macao                  | Leo Palace Resort                                    |                                                      |
| 16:00 UTC+10 | 16:00 UTC+10 | Joshua Borja 36′ Jason Cunliffe 90+1′ | (1 – 1) Rapport | 10′, 51′ Chan Kin Seng | Yona Publik: 1 400 Domare: Kim Jong-Hyeok (Sydkorea) | Yona Publik: 1 400 Domare: Kim Jong-Hyeok (Sydkorea) |
| 16:00 UTC+10 | 16:00 UTC+10 |                                       |                 |                        | Yona Publik: 1 400 Domare: Kim Jong-Hyeok (Sydkorea) | Yona Publik: 1 400 Domare: Kim Jong-Hyeok (Sydkorea) |
| 16:00 UTC+10 | 16:00 UTC+10 |                                       |                 |                        | Yona Publik: 1 400 Domare: Kim Jong-Hyeok (Sydkorea) | Yona Publik: 1 400 Domare: Kim Jong-Hyeok (Sydkorea) |

## Andra omgången

### Tabell
| Nr | Lag              | S | V | O | F | GM | IM | MS  | P |
| -- | ---------------- | - | - | - | - | -- | -- | --- | - |
| 1  | Hongkong         | 3 | 2 | 1 | 0 | 16 | 0  | +16 | 7 |
| 2  | Nordkorea        | 3 | 2 | 1 | 0 | 11 | 3  | +8  | 7 |
| 3  | Kinesiska Taipei | 3 | 1 | 0 | 2 | 5  | 8  | −3  | 3 |
| 4  | Guam             | 3 | 0 | 0 | 3 | 4  | 25 | −21 | 0 |

### Matcher
|             | 23 augusti 2009 | Nordkorea                                                                                                | 9 – 2           | Guam                               | World Games Stadium                                   |                                                       |
| 16:30 UTC+8 | 16:30 UTC+8     | Kim Yong-jun 8′ Pak Nam-Chol 12′ An Chol-Hyok 20′, 74′, 78′, 89′ Choe Kum-Chol 38′, 41′ Mun In-Guk 45+2′ | (6 – 2) Rapport | 1′ Joshua Borja 19′ Jason Cunliffe | Kaohsiung Publik: 2 000 Domare: Hajime Matsuo (Japan) | Kaohsiung Publik: 2 000 Domare: Hajime Matsuo (Japan) |
| 16:30 UTC+8 | 16:30 UTC+8     | |                 |                                    | Kaohsiung Publik: 2 000 Domare: Hajime Matsuo (Japan) | Kaohsiung Publik: 2 000 Domare: Hajime Matsuo (Japan) |
| 16:30 UTC+8 | 16:30 UTC+8     | |                 |                                    | Kaohsiung Publik: 2 000 Domare: Hajime Matsuo (Japan) | Kaohsiung Publik: 2 000 Domare: Hajime Matsuo (Japan) |

|             | 23 augusti 2009 | Kinesiska Taipei | 0 – 4           | Hongkong                                                                 | World Games Stadium                                  |                                                      |
| 19:00 UTC+8 | 19:00 UTC+8     |                  | (0 – 2) Rapport | 39′ Lee Wai-Lim 45+1′ Chan Wai-Ho 60′ Chan Siu-Ki 64′ Gerard Ambassa Guy | Kaohsiung Publik: 12 000 Domare: Minoru Tojo (Japan) | Kaohsiung Publik: 12 000 Domare: Minoru Tojo (Japan) |
| 19:00 UTC+8 | 19:00 UTC+8     |                  |                 |                                                                          | Kaohsiung Publik: 12 000 Domare: Minoru Tojo (Japan) | Kaohsiung Publik: 12 000 Domare: Minoru Tojo (Japan) |
| 19:00 UTC+8 | 19:00 UTC+8     |                  |                 |                                                                          | Kaohsiung Publik: 12 000 Domare: Minoru Tojo (Japan) | Kaohsiung Publik: 12 000 Domare: Minoru Tojo (Japan) |

|             | 25 augusti 2009 | Hongkong | 0 – 0   | Nordkorea | World Games Stadium                                     |                                                         |
| 16:30 UTC+8 | 16:30 UTC+8     |          | Rapport |           | Kaohsiung Publik: 100 Domare: Kim Jong-Hyeok (Sydkorea) | Kaohsiung Publik: 100 Domare: Kim Jong-Hyeok (Sydkorea) |
| 16:30 UTC+8 | 16:30 UTC+8     |          |         |           | Kaohsiung Publik: 100 Domare: Kim Jong-Hyeok (Sydkorea) | Kaohsiung Publik: 100 Domare: Kim Jong-Hyeok (Sydkorea) |
| 16:30 UTC+8 | 16:30 UTC+8     |          |         |           | Kaohsiung Publik: 100 Domare: Kim Jong-Hyeok (Sydkorea) | Kaohsiung Publik: 100 Domare: Kim Jong-Hyeok (Sydkorea) |

|             | 25 augusti 2009 | Kinesiska Taipei                                      | 4 – 2           | Guam                 | World Games Stadium                                   |                                                       |
| 19:00 UTC+8 | 19:00 UTC+8     | Chen Po-liang 45+?′, 68′ Chang Han 61′ Lo Chih-en 75′ | (1 – 2) Rapport | 5′, 26′ Joshua Borja | Kaohsiung Publik: 7 500 Domare: Hajime Matsuo (Japan) | Kaohsiung Publik: 7 500 Domare: Hajime Matsuo (Japan) |
| 19:00 UTC+8 | 19:00 UTC+8     |                                                       |                 |                      | Kaohsiung Publik: 7 500 Domare: Hajime Matsuo (Japan) | Kaohsiung Publik: 7 500 Domare: Hajime Matsuo (Japan) |
| 19:00 UTC+8 | 19:00 UTC+8     |                                                       |                 |                      | Kaohsiung Publik: 7 500 Domare: Hajime Matsuo (Japan) | Kaohsiung Publik: 7 500 Domare: Hajime Matsuo (Japan) |

|             | 17 augusti 2009 | Hongkong | 12 – 00         | Guam | World Games Stadium                                 |                                                     |
| 16:30 UTC+8 | 16:30 UTC+8     | Man Pei Tak 5′ Wong Chin Hung 15′ Chan Siu Ki 18′, 35′, 75′, 77′ Chao Pengfei 37′, 71′, 90+2′ Leung Chun Pong 41′ Poon Yiu Cheuk 89′ Chan Wai Ho 90′ | (6 – 0) Rapport |      | Kaohsiung Publik: 1 500 Domare: Minoru Tojo (Japan) | Kaohsiung Publik: 1 500 Domare: Minoru Tojo (Japan) |
| 16:30 UTC+8 | 16:30 UTC+8     | |                 |      | Kaohsiung Publik: 1 500 Domare: Minoru Tojo (Japan) | Kaohsiung Publik: 1 500 Domare: Minoru Tojo (Japan) |
| 16:30 UTC+8 | 16:30 UTC+8     | |                 |      | Kaohsiung Publik: 1 500 Domare: Minoru Tojo (Japan) | Kaohsiung Publik: 1 500 Domare: Minoru Tojo (Japan) |

|             | 27 augusti 2009 | Kinesiska Taipei | 1 – 2           | Nordkorea                             | World Games Stadium                                    |                                                        |
| 19:00 UTC+8 | 19:00 UTC+8     | Chang Han 49′    | (0 – 1) Rapport | 23′ (str.) Jong Tae-Se 61′ Ji Yun-Nam | Kaohsiung Publik: 10 000 Domare: Hajime Matsuo (Japan) | Kaohsiung Publik: 10 000 Domare: Hajime Matsuo (Japan) |
| 19:00 UTC+8 | 19:00 UTC+8     |                  |                 |                                       | Kaohsiung Publik: 10 000 Domare: Hajime Matsuo (Japan) | Kaohsiung Publik: 10 000 Domare: Hajime Matsuo (Japan) |
| 19:00 UTC+8 | 19:00 UTC+8     |                  |                 |                                       | Kaohsiung Publik: 10 000 Domare: Hajime Matsuo (Japan) | Kaohsiung Publik: 10 000 Domare: Hajime Matsuo (Japan) |